# Szczyt NATO w Londynie 1977
Szczyt NATO w Londynie 1977 – 4. szczyt NATO zorganizowany w Londynie w dniach 10–11 maja 1977.
Szczyt NATO w Londynie poświęcony był przede wszystkim określeniu kierunków rozwoju relacji Wschód–Zachód oraz opracowaniu długoterminowego programu obrony, którego celem było uzyskanie przez Sojusz Północnoatlantycki przewagi strategicznej nad siłami Układu Warszawskiego.

## Postanowienia szczytu
Podsumowaniem szczytu był Komunikat końcowy. Przywódcy państw akcentowali w nim potrzebę ochrony niezależności i bezpieczeństwa członków NATO, uznali za priorytet promowanie wartości demokratycznych oraz poszanowanie praw człowieka, wolności osobistej, sprawiedliwości i postępu społecznego, a także wskazywali drogę do stworzenia trwałej struktury pokoju.
Zdaniem zebranych, poszanowanie praw i wolności winno opierać się na zobowiązaniach określonych w Karcie Narodów Zjednoczonych, w akcie końcowym KBWE  i w innych dokumentach międzynarodowych. Uznano, że pomimo pewnej poprawy, stosunki między Wschodem a Zachodem cechuje niepewność z powodu stałego wzrostu sił ofensywnych państw Układu Warszawskiego. W tych okolicznościach Sojusznicy zmuszeni są  utrzymać swoje siły zbrojne o takim potencjale bojowym, który zapewni wspólną obronę i odstraszanie. Przywódcy, poprzez ministrów obrony zainicjowali opracowanie długoterminowego programu, który pozwoliłby siłom NATO sprostać zmieniającym się wymaganiom ówczesnego pola walki.
Członkowie Sojuszu zdecydowani byli na  podejmowanie dalszych inicjatyw w zakresie odprężenia, w tym kontroli zbrojeń. Celem negocjacji miała być budowa stabilniejszych stosunków między NATO a Związkiem Radzieckim oraz umocnienie pokoju i bezpieczeństwa w Europie. Wezwano państwa Układu Warszawskiego do ustalenia przybliżonego parytetu sił lądowych i wyjaśnienia rozbieżności w liczbie czołgów, co miałoby przyczynić się do zapewnienia bezpieczeństwa przy niższym poziomie posiadanego uzbrojenia. Przywódcy państw zwrócili się do Rady Północnoatlantyckiej o przeprowadzenie nowej analizy długoterminowych kierunków rozwoju stosunków między Wschodem a Zachodem. 
Wyrażono też opinię w odniesieniu do Berlina i Niemiec. Uznano, że ścisłe przestrzeganie porozumienia czterech mocarstw w sprawie Berlina podpisanej 3 września 1971 ma zasadnicze znaczenie dla wzmocnienia odprężenia, utrzymania bezpieczeństwa i rozwoju współpracy w Europie. Sojusznicy podkreślili też ogromną wagę postanowień aktu końcowego KBWE z Helsinek. Uznali że w tym zakresie nastąpił jedynie ograniczony postęp. Wyrazili nadzieję, że zbliżająca się konferencja przeglądowa w Belgradzie będzie dobrą okazją do wymiany poglądów na temat rozwoju procesu odprężenia. 
W komunikacie końcowym zasygnalizowano też konieczność jak najefektywniejszego wykorzystania własnych zasobów, promowanie silnych zdolności przemysłowych i technologicznych, które są niezbędne do obrony NATO. Dostrzegano konieczność wypracowania bardziej zrównoważonych relacji między europejskimi i północnoamerykańskimi członkami przy zakupie sprzętu obronnego. 
Na koniec obrad przywódcy państw potwierdzili swoją determinację we wzmacnianiu spójności Organizacji Traktatu Północnoatlantyckiego.